# Hydroptila armata
Hydroptila armata är en insektsart som beskrevs av Ross 1938. Hydroptila armata ingår i släktet Hydroptila, och familjen smånattsländor. Inga underarter finns listade i Catalogue of Life.